# Kordilgade
Kordilgade er gågaden i Kalundborg, beliggende i Nederbyen og tidligere kaldt "strøget i Kalundborg". I Kordilgade ligger de fleste af byens forretninger, caféer og restauranter.

## Historie
Kordilgade er den oprindelige strandvej langs Hærvigen i retning mod Holbæk. Dens middelalderlige bebyggelse - som i dag helt er forsvundet - bestod af beboede strandgårde med direkte adgang til stranden, samt af mindre beboelseshuse. I gadens østre ende, udenfor byen, blev der bygget et Sankt Jørgens hospital for spedalske, første gang nævnt i 1292.  Af hospitalet og gården findes der i dag ingen spor, men en del skeletfund er gjort på grunden, samt i Skt. Jørgensstrædet vest for stiftelsens formodede beliggenhed. 
I 1400- og 1500-tallet blev der jævnligt formuleret forbud mod fast bosættelse i Kordel, men disse synes ikke at være overholdt. Efter 1650 ændrede Kordilgade karakter ved opførselen av en lang række stor købmandsgårde. Derved flyttede handelslivet gradvis fra højbyen ned i Kordel. Torvhandelen fulgte efter, bort fra Højbyens torv, hvad der også faldt belejligt, fordi de fleste af varerne ankom byen gennem østre byport. I 1700-tallet blev der klaget over et manglende torv, og over forprang på Skt. Jørgensbjerg. Et kongeligt reskript i 1783 foreskrev anlæggelsen af et nyt torv et "bequem og passende Sted", og i 1800 blev det anlagt på "øen", den naturlige udvidelse i Kordilgades østre ende, lige indenfor den østre port, som sammen med acciseboden året efter blev flyttet længere mod øst til den nuværende plads. Torvet på "øen" blev dog ingen succes. En tid var det uldtorv, men handelen havde fundet vej til købmandsgårdene, så torvet blev nedlagt i 1896, og den sydlige del anvendt til bebyggelse.
På det ældste foto af gaden fra 1894 er der brostensbelægning. Denne blev udskiftet med en ny brostensbelægning i 1919, og i slutningen af 1940'erne kom der asfalt i gaden. I 1985/86 fik en del af Kordilgade igen brostensbelægning, men senere er hele gågaden blevet belagt med kinesisk granit. 

## Gadens navn
Gaden navnes første gang i et dokument datert 6. februar 1466, hvor den kaldes Cordelæ gatæ. 
Kordilgade er opkaldt efter fiskerlejet, som lå ved stranden, da Esbern Snare påbegyndte sin borg omkring 1170. Fiskerlejets navn optræder tidligst i et dokument
dateret 3. maj 1361, hvor det på latin bevidnes, at Valdemar Atterdag tog spedalskhuset i Kalundborg under sin beskyttelse. Her står, at han overdrog unam curiam in Cordale - dvs. en gård på et sted, der nok på dansk blev kaldt Kordel. Sådan lyder navnet i hvert fald i et par dokumenter fra 1385, der findes overleveret i afskrift. I en sag mellem to parter omtales den ene som Niels Sunesen, og han er fra Kordel (eller Kordeell, som det staves det ene sted).
I et pavebrev fra pave Bonifatius 9. dateret 29. marts 1401 omtales Skt. Jørgens kapel in Cordel prope Calundborch - dvs. i Kordel ved Kalundborg. I breve fra 1461 og 1462 nævnes Strandgaden i Cordell, og dokumentet dateret 6. februar 1466 omtaler både Cordel paa Strandgaden og Cordelæ gatæ. 5. august 1530 nævnes en øde grund i Strandgaden i Kaardelle. På et kort over Kalundborg er navnet blevet Korilden, kaldt Kordelæg i 1475. Gadeløbet ser ud til at være kaldt afvekslende Strandgade og Kordilgade, måske som vejen med forbindelse ned til stranden og til Kordil. 
Ophavet til ordet "kordíl" har været forklaret som middelalderlatin corda, der betyder en "snor" eller "streng". Ordet "kordel" har været benyttet både om materialet til knipling, og om forskellige tov og reb, der danner trosser,  og gadeløbet er måske blevet sammenlignet med sådan en trosse; havnen var jo lige i nærheden. Ordet kan også vise til en stor tønde til fragt af fx hvalolie; der omtales en stor hval "paa meer end 50 kordeler".

I middelalderen hed gaden oftest Strandgaden i Kordel; fra 1600-tallet af kaldtes den Corildgaden og derefter Kordelgaden. Først i 1900-tallet opstod det nuværende navn Kordilgade, hvad der på en uheldig måde har ændret gadenavnets karakter ved at lægge trykket på den forkerte stavelse. 

## Branden i 1901
Kalundborg savværk lå lige ved jernbanearealet. 23. september 1901 antændte savværkets bræddestabler, og en orkanagtig sydøstenvind medførte, at branden bredte sig til Kordilgade, hvor husrækken 34-42 nedbrændte.  Branden var så voldsom, at den blev omtalt i en italiensk avis: "Øen Sjælland i Danmark står i flammer som følge af en heftig ildebrand, der er opstået i et trælager i Selskabet Kaljundborg. Øboerne flygter." Med branden forsvandt også Kordilgade 36, der var et rokokohus. Det nuværende nr 36 er tegnet af arkitekt Kristoffer Varming. Her er også sat en mindeplade om branden op på facaden:
Ved luens magt nedsank i grus
det hundredårig gamle hus.
Gid nu det ny, vi her har byg't,
må stå til fjerne tider trygt.
Kordilgade 38 er bygget i skønvirke ligesom frisen i porten, tilskrevet Niels Termansen, der også har efterladt en tegning i Kalundborg lokalarkiv.  Under Kordilgade 42 var en hvælvet kælder (4 ribbebårne krydshvælv omkring en midtersøjle) der blev raseret, da den nuværende bygning blev rejst i 1901. Grundene med bagbygninger fortsatte den gang ned til jernbanen, men gadegennembruddet omkring 1970 har overskåret dem for at give plads til parkering. Bagbygningernes oprindelige udseende og funktioner er dermed forsvundet.

## Enkelthuse
- Nr 27 var fredet og kendt som "Carl Emils spisehus". Efter kroejer Carl Emil Sørensens død i 1928 blev nr 27 nedrevet det følgende år, og flyttet til Den Gamle By i Århus. [12] Det var Danmarks hatte- og buntmagerlaug, der sagde sig villig til at betale for genopstilling af huset i Århus, og indrettelse af det til hatte- og buntmagermuseum. Nybyggeri på den ledige tomt i Kordilgade blev ikke til noget, da foreningen også fik rejst penge til at købe grunden, og i stedet anlægge Solskinspladsen og Møllebakketrappen til glæde for byens borgere. [13]

- Nr 66: På grunden lå fra 1784 Kongens Consumptions Hus; fra 1796 en købmandsgård, nybygget i 1802-1803. I årene 1822-50 boede skiftende amtsforvaltere i huset. Gården i dag beskrives som et meget vellykket eksempel på historismens arkitektur, da murermester Henrik Sørensen, der overtog ejendommen i 1850, gik ind for en bruskbarok udformning, der leder tankerne hen på Christian 4.s børsbygning. [14] KFUM og Missionshotellet holdt til her indtil 1957, [15] da skræddermester Arne Glyholt (1918-2012) flyttede ind med sin kone Rita og seks børn, [16] mens Missionshotellet flyttede sin virksomhed til ejendommen Strandlyst, Vestre Havnevej 10. [17]